# Primera División de Uruguay 1912
Liga Uruguaya 1912 var den tolfte säsongen av Uruguays högstaliga i fotboll. Ligan spelades som ett seriespel där samtliga åtta lag mötte varandra vid två tillfällen. Totalt spelades 52 matcher (av 56 planerade) med 123 gjorda mål.
Nacional vann sin tredje titel som uruguayanska mästare.

## Deltagande lag
Åtta lag deltog i mästerskapet; sju från Montevideo, och Universal från San José de Mayo.
Universal flyttades upp från föregående säsong.

## Poängtabell
| Nr | Lag ( )              | S  | V  | O | F | GM | IM | MS  | P  |
| -- | -------------------- | -- | -- | - | - | -- | -- | --- | -- |
| 1  | Nacional             | 14 | 12 | 1 | 1 | 28 | 5  | +23 | 25 |
| 2  | CURCC                | 14 | 8  | 3 | 3 | 21 | 13 | +8  | 19 |
| 3  | Montevideo Wanderers | 14 | 7  | 4 | 3 | 21 | 14 | +7  | 18 |
| 4  | River Plate FC       | 14 | 7  | 3 | 4 | 16 | 9  | +7  | 17 |
| 5  | Bristol              | 14 | 3  | 7 | 4 | 12 | 14 | −2  | 13 |
| 6  | Central FC           | 14 | 4  | 4 | 6 | 9  | 19 | −10 | 12 |
| 7  | Universal            | 14 | 2  | 3 | 9 | 11 | 29 | −18 | 7  |
| 8  | Dublin               | 10 | 0  | 1 | 9 | 5  | 20 | −15 | 1  |

Noteringar
1. ↑  Dublin lämnade turneringen efter 10 spelade matcher.